# Scoparia axiolecta
Scoparia axiolecta là một loài bướm đêm trong họ Crambidae.